# Ajas (Benim e Togo)
O povo aja ou adja é um grupo étnico kwa do sudeste do Togo e do sudoeste do Benim.

## História
De acordo com a tradição oral, os ajas migraram de Tado para o sul do Benim no século XII ou XIII. Por volta de 1600, três irmãos (Copom, Do-Aclim e Te-Agdanlim) repartiram, entre si, o governo da região. Copom tomou para si a região de Aladá (Grande Ardra). Do-Aclim fundou a cidade de Abomei, que viria a se tornar a capital do reino do Daomé. Te-Agdanlim fundou a cidade de Pequena Ardra, também chamada de Ajatche, que viria a ser chamada de Porto Novo pelos comerciantes portugueses, e que é a atual capital de Benim.
Os ajas de Abomei se mesclaram à população local, dando origem aos fons (também chamados de daomés), que são o grupo mais numeroso atualmente em Benim. Outras fontes relatam que os ajas foram os governantes do reino do Daomé até 1893, quando foram conquistados pelos franceses.[carece de fontes?]
Os ajas, fons, jejes e ga-adangbe foram os povos mais transportados do golfo do Benim, do Togo e de Gana para a América pelos navios negreiros anteriormente ao final do {século XVIII (a partir de então, os iorubás se tornaram o povo mais transportado da região).

### Atualidade
Atualmente, existem aproximadamente 500 000 ajas na fronteira entre Benim e Togo, numa área com cinquenta quilômetros de comprimento e trinta quilômetros de largura. Devido à escassez de terras na populosa região de fronteira entre Togo e Benim, muitos ajas migraram recentemente em busca de terra arável ou de empregos nos centros urbanos. Atualmente, existe um considerável número de ajas vivendo no litoral do Togo e do Benim, no sul da Nigéria e no Gabão. As cidades de Cotonou, Lomé, Lagos e Libreville têm uma considerável população de ajas.

## Língua
Os ajas falam a língua aja, também chamada de aja-gbe. Apenas de um a cinco por cento da população aja é alfabetizada na sua língua nativa. Existem três dialetos do aja: o Tàgóbé (no  Togo), o Dògóbè (no Benim) e o Hwègbè (em ambos os países). Muitos ajas são trilíngues, falando, além do aja, o fon (a língua franca do sul do Benim) e o francês. O jeje é a segunda língua dos ajas que vivem no Togo e em Gana.